# NGC 3409
NGC 3409 је спирална галаксија у сазвежђу Хидра која се налази на NGC листи објеката дубоког неба.
Деклинација објекта је - 17° 2' 41" а ректасцензија 10h 50m 20,2s. Привидна величина (магнитуда) објекта NGC 3409 износи 14,1 а фотографска магнитуда 14,8. NGC 3409 је још познат и под ознакама MCG -3-28-12, PGC 32470.